# Delcina diaspora
Delcina diaspora är en fjärilsart som beskrevs av Clarke 1986. Delcina diaspora ingår i släktet Delcina och familjen mott. Inga underarter finns listade i Catalogue of Life.